# Jelšava
Jelšava és una ciutat d'Eslovàquia. Es troba a la regió de Banská Bystrica.

## Història
La primera menció escrita de la vila es remunta al 1243.

## Demografia
| Godina             | 1994 | 2004    | 2014   | 2024   |
| ------------------ | ---- | ------- | ------ | ------ |
| Nombre de persones | 2909 | 3249    | 3191   | 3177   |
| Diferència         |      | +11,68% | −1,78% | −0,43% |

| Godina             | 2023 | 2024   |
| ------------------ | ---- | ------ |
| Nombre de persones | 3160 | 3177   |
| Diferència         |      | +0,53% |

## Ciutats agermanades
- Uničov, República Txeca
- Tótkomlós, Hongria
- Nadlak, Romania
- Szczekociny, Polònia

1. 1 2  «Počet obyvateľov podľa pohlavia - obce (ročne) [om7101rr_obce=AREAS_SK]».   Statistical Office of the Slovak Republic, 31-03-2025. [Consulta: 31 març 2025].